# Порядок слов (книжный магазин)
«Порядок слов» — независимый книжный магазин в Санкт-Петербурге на набережной реки Фонтанки, 15, с 2019-го — одноимённое издательство, а также основатель и организатор (с 2014 по 2017) поэтической премии Аркадия Драгомощенко.

## Описание
Магазин создали Константин Шавловский, редакционный директор журнала «Сеанс» и Анна Изакар, директор проекта О.Г.И. Ассортимент магазина составляют издания по культурологии, искусствоведению, философии, значительная часть посвящена кинематографу. «Порядок слов» расположен на набережной реки Фонтанки, 10, филиал магазина работает на киностудии «Ленфильм».
С момента основания «Порядок слов» задумывался не только как магазин, но как клуб и культурное пространство для кинопоказов, лекций, встреч с авторами. В нём выступали Дуня Смирнова, Сергей Сокуров, Линор Горалик, Алексей Балабанов, Кантемир Балагов, Юрий Норштейн, Константин Бронзит, Лев Лурье, Аличе Рорвахер, Наум Клейман и многие другие. Помимо разовых, на площадке проходят регулярные постоянные семинары — например, авторские циклы ведут киноведы Алексей Гусев и Виктория Смирнова, антрополог Илья Утехин, исследовательница русского авангарда Татьяна Никольская. Всего за период с 2010 по 2020 год в «Порядке слов» прошло более двух тысяч мероприятий. Писатель Михаил Герман, директор Издательства Ивана Лимбаха Ирина Кравцова, главный редактор издательства Rosebud Publishing Виктор Зацепин, поэты Станислав Львовский и Александр Скидан, а также многие другие деятели культуры отмечают важную просветительскую функцию «Порядка слов» и его вклад в интеллектуальную жизнь города.
«Порядок слов» ведёт издательскую деятельность: выпускает книги о кино, поэзию молодых авторов в сериях «Новые стихи» и cae/su/ra. В 2019-м году была издана написанная по заказу «Порядка» энциклопедия Евгения Марголита, Олега Ковалова и Марианны Киреевой «Советский экспрессионизм: от Калигари до Сталина». В 2021-м вышла книга Олега Нестерова «Три степени свободы. Музыка > Кино > СССР. Альфред Шнитке».
«Порядок слов» выступил продюсером фильма «Календарь» Игоря Поплаухина. Магазин также является многолетним партнёром различных фестивалей: кинофестиваля «Послание к человеку», Санкт-Петербургского международного культурного форума; принимал участие в Международном кинофестивале научно-популярных и образовательных фильмов «Мир знаний».
В 2014 году «Порядок слов» основал поэтическую премию имени Аркадия Драгомощенко. Ежегодно она присуждается поэтам возрастом до 27 лет, победитель получает право издать свою книгу в серии «Новые стихи» издательства «Порядок слов»,, для финалистов предусмотрены денежные премии. С 2019-го премию организует независимая кураторская команда.
В 2019 году по инициативе команды «Порядок слов» были запущены два музыкальных фестиваля: Фестиваль невидимого кино и Негрушинский фестиваль.

## Комментарии
1. ↑  Короткометражная лента с Ириной Саликовой в главной роли победила на «Кинотавре» и выиграла в программе Cinéfondation Каннского кинофестиваля[16][17][18]